# Ворона, Николай Николаевич
Николай Николаевич Ворона (1915 — 1994) — обжигальщик доломитного завода, Герой Социалистического Труда.

## Биография
Работал обжигальщиком на северском доломитном заводе, город Северск, Бахмутский район Донецкой области.
Фотография Вороны Н. Н. часто используется на сайтах Интернета, посвящённым описанию Золотой Медали «Серп и Молот».

## Награды
- Герой Социалистического Труда (награждён в 1970-х годах)[2].
- Ордена Ленина и Отечественной войны, медали.